# شهرستان بوردوبو
شهرستان بوردوبو یک منطقهٔ مسکونی در سومالی است که در جدو واقع شده‌است. شهرستان بوردوبو ۲۵٬۴۲۲ نفر جمعیت دارد.